# Мембранний резервуар
Мембранний резервуар — це тип вантажного танка, який використовується в танкерних перевезеннях для транспортування зріджених газів.
Це несамонесучі резервуари, виготовлені з тонкої листової металевої мембрани товщиною від 0,5 до 1,5 мм.  Виготовлені з інвару, нікелю або нержавіючої сталі та підтримуються ізоляційним шаром на несучій конструкції судна. Мембрана сконструйована таким чином, щоб вона могла поглинати більші розширення, пов'язані з температурою, завдяки властивостям матеріалу та належним чином розташованим складкам і валикам. При транспортуванні зріджених газів, наприклад LNG як вантаж, температура −164 °C до −161 °C. Коли корабель знаходиться на верфі, температура в танку може досягати 40 досягають °C або більше.
Навколо металевої мембрани кріпиться так званий другий бар'єр із фанери або інвару, який призначений для зупинки витікання рідкого газу на певний період часу у разі витоку. Ізоляція резервуару виконана з перліту, кам'яної вати, пінополіуретану, бальзового дерева та фанери. З одного боку, ізоляція покликана запобігти нагріванню рідкого газу, а з іншого — захистити суднобудівну сталь, яка не є морозостійкою, від крихкого руйнування.

Мембранні резервуари мають переваги та недоліки порівняно зі звичайними сферичними або циліндричними резервуарами: Мембранні резервуари дозволяють оптимально адаптувати резервуари до форми судна, а також підходять для невеликих суден. Крім того, їх можна відносно швидко охолоджувати або розігрівати без надмірного навантаження на матеріал танка. Навпаки, шви на старих кораблях, як правило, протікають. Завдяки тонкій стінці танка максимально можливий тиск у танку нижчий. Мембранні резервуари повинні бути або повністю заповненими, або майже порожніми, інакше існує ризик пошкодження мембрани вільними поверхнями під час бурхливого моря.